# La Marchande d'amours (Vien)
Pour les articles homonymes, voir La Marchande d'amours.
La Marchande d'amours ou La Marchande à la toilette est un tableau réalisé par le peintre français Joseph-Marie Vien en 1763, conservé au château de Fontainebleau. 

## Description
De format horizontal, cette huile sur toile néo-classique représente une jeune femme présentant à genoux à deux clientes face à elle des cupidons à vendre qu'elle transporte dans un panier. Le sujet reprend celui de La Marchande d'Amours, une fresque romaine découverte en 1759 à Stabies, en Italie. 

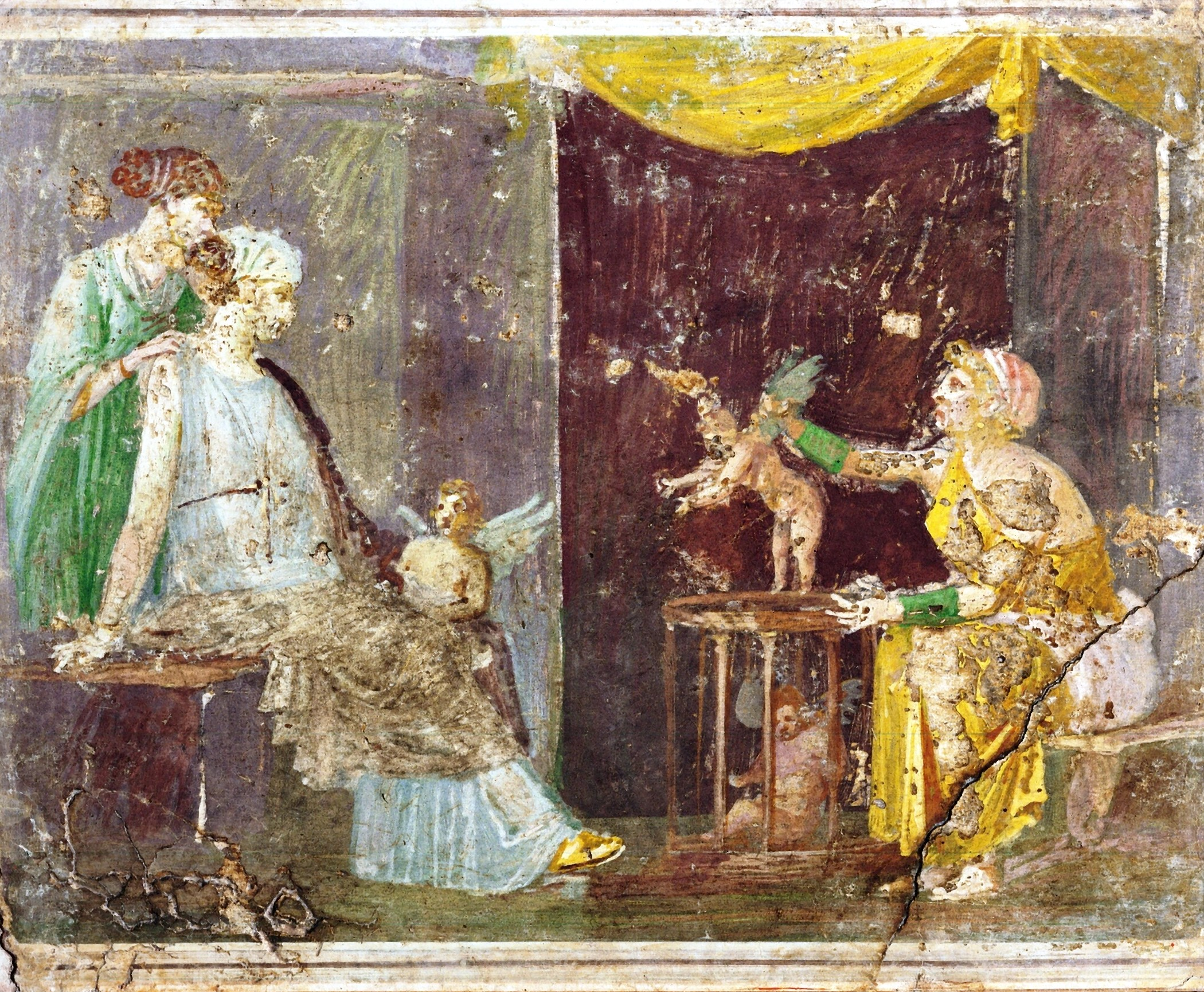
Anonyme, Ier siècle – Musée archéologique national de Naples, Naples.

## Historique
Exposée au Salon de 1763, à Paris, l'œuvre est offerte en 1788 à Madame du Barry, qui l'installe au château de Louveciennes, à Louveciennes, dans ce qui est devenu les Yvelines. Désormais partie des collections du musée du Louvre, elle se trouve depuis 1837 au château de Fontainebleau, dans la Seine-et-Marne.